# Kerr-Newman-Metrik
Die Kerr-Newman-Metrik (nach Roy Kerr und Ezra Ted Newman) ist eine exakte, asymptotisch flache, stationäre und axialsymmetrische Lösung der Einstein-Gleichungen. Sie beschreibt die Raumzeit und damit auch das Gravitationsfeld von elektrisch geladenen, rotierenden Schwarzen Löchern. 
Unter Verwendung des Newman-Penrose-Formalismus und der komplexen Transformation {\displaystyle r'=r+i\ a\cos \theta } kann die Schwarzschild-Metrik in die Kerr-Lösung umgeformt werden. Mit der gleichen Transformation kann aus der Reissner-Nordström-Metrik auch die Kerr-Newman-Lösung hergeleitet werden.
Die Geometrie der Kerr-Newman-Raumzeit wird durch drei mathematische Parameter festgelegt. Diese Parameter beschreiben die Masse, den Drehimpuls und die elektrische Ladung des Schwarzen Loches.
Zur Vereinfachung der nachfolgenden Formeln werden die dimensionslosen natürlichen Einheiten {\displaystyle G=M=c=k_{C}=1} verwendet. Dabei ist {\displaystyle G} die Gravitationskonstante, {\displaystyle c} die Lichtgeschwindigkeit und {\displaystyle k_{C}} die Coulomb-Konstante. In diesen Einheiten haben die Masse {\displaystyle M}, die elektrische Ladung {\displaystyle Q} und der Kerrparameter {\displaystyle a} jeweils die Dimension einer Länge.

## Linienelement
Das Linienelement hat in Boyer-Lindquist-Koordinaten die Form:
{\displaystyle {\mathrm {d} \tau }^{2}=\left({\frac {r_{\rm {s}}r-Q^{2}}{\Sigma }}-1\right)\mathrm {d} t^{2}\ +} {\displaystyle \ {\frac {\Sigma }{\Delta }}\mathrm {d} r^{2}\ +\ \Sigma \ \mathrm {d} \theta ^{2}\ +\ {\frac {\chi }{\Sigma }}\sin ^{2}\theta \ \mathrm {d} \phi ^{2}\ +\ 2a\ (Q^{2}-r_{\rm {s}}r)\ \Sigma ^{-1}\ \sin ^{2}\theta \,\mathrm {d} t\,\mathrm {d} \phi }
Wobei hier die Raum-Zeit-Signatur {\displaystyle \left(+,-,-,-\right)} und folgende Abkürzungen benutzt wurden:
{\displaystyle {\begin{aligned}\Delta &:=r^{2}-r_{\rm {s}}r+a^{2}+Q^{2}\\\Sigma &:=r^{2}+a^{2}\cos ^{2}\theta \\\chi &:=\left(a^{2}+r^{2}\right)^{2}-a^{2}\sin ^{2}\theta \ \Delta \\a&:=J/M\end{aligned}}}
{\displaystyle r_{s}=2M} ist der Schwarzschild-Radius. {\displaystyle M} bezeichnet die gravitierende Masse des zentralen Körpers inklusive Ladungs- und Rotationsenergie. {\displaystyle Q} steht für die elektrische Ladung und {\displaystyle J} für den Drehimpuls des Schwarzen Loches. Da einem statischen und neutralen Objekt, das in Rotation versetzt oder elektrisch aufgeladen werden soll, Energie hinzugefügt werden muss, und diese Energie aufgrund der Äquivalenz von Masse und Energie selbst zu einer Masse äquivalent ist, ist das Massenäquivalent eines rotierenden und/oder geladenen Körpers dementsprechend höher, als wenn dieser sich neutral in Ruhe befindet. Einem schwarzen Loch kann mithilfe des Penrose-Prozesses zwar Energie und damit auch Massenäquivalent entzogen werden, jedoch nicht so viel, dass am Ende weniger als die irreduzible Masse (die eines entsprechenden Schwarzschild-Lochs) übrigbleiben würde.
Die gravitierende Masse {\displaystyle M} ist mit der irreduziblen Masse {\displaystyle M_{\rm {ir}}}, der Ladung und dem Kerrparameter wie folgt verknüpft.
{\displaystyle M={\frac {4M_{\rm {ir}}^{2}+Q^{2}}{2{\sqrt {4M_{\rm {ir}}^{2}-a^{2}}}}}\Rightarrow M\geq M_{\rm {ir}},\ M\geq {\sqrt {Q^{2}+a^{2}}}}
Die ko- und kontravarianten Koeffizienten des metrischen Tensors lauten
{\displaystyle g_{tt}={\frac {r\ r_{\rm {s}}-Q^{2}}{\Sigma }}-1\ ,\ g^{tt}=-{\frac {\chi }{\Delta \Sigma }}}
{\displaystyle g_{rr}={\frac {\Sigma }{\Delta }}\ ,\ g^{rr}={\frac {\Delta }{\Sigma }}\ ,\ \ g_{\theta \theta }=\Sigma \ ,\ g^{\theta \theta }=\Sigma ^{-1}}
{\displaystyle g_{\phi \phi }=\chi \Sigma ^{-1}\sin ^{2}\theta \ ,\ g^{\phi \phi }=\Sigma \csc ^{4}\theta \left(Q^{2}-r\ r_{\rm {s}}+\Sigma \right)\left(a^{2}\left(Q^{2}-r\ r_{\rm {s}}\right)^{2}+\chi \csc ^{2}\theta (Q^{2}-r\ r_{\rm {s}}+\Sigma )\right)^{-1}}
{\displaystyle g_{t\phi }=a\Sigma ^{-1}(Q^{2}-r\ r_{\rm {s}})\sin ^{2}\theta \ ,\ g^{t\phi }=a\Sigma (Q^{2}-r\ r_{\rm {s}})\left(a^{2}\sin ^{2}\theta \ \left(Q^{2}-r\ r_{\rm {s}}\right)^{2}+\chi (Q^{2}-r\ r_{\rm {s}}+\Sigma )\right)^{-1}}
Im Fall eines elektrisch neutralen Schwarzen Loches mit {\displaystyle Q=0} vereinfacht sich die Kerr-Newman-Metrik zur Kerr-Metrik. Im Fall eines nicht-rotierenden Schwarzen Loches mit {\displaystyle J=0} ergibt sich die Reissner-Nordström-Metrik und für ein neutrales und nicht-rotierendes Objekt mit {\displaystyle Q=J=0} die Schwarzschild-Metrik.

## Ergosphäre und Ereignishorizont

Ereignishorizonte und Ergosphären. a²+Q² läuft in pseudosphärischen r,θ,φ-Koordinaten von 0 bis 1 und in kartesischen x,y,z-Koordinaten von 1 bis 0.

Wird {\displaystyle \Delta =0} gesetzt und nach {\displaystyle r} aufgelöst, so ergeben sich die Boyer-Lindquist-Radien für den äußeren Ereignishorizont bei {\displaystyle r_{H}^{+}} und den inneren Ereignishorizont bei {\displaystyle r_{H}^{-}}. Der innere Ereignishorizont ist ein Cauchy-Horizont.
{\displaystyle r_{H}^{\pm }=M\pm {\sqrt {M^{2}-a^{2}-Q^{2}}}}
Für {\displaystyle 4M_{\rm {ir}}^{2}=Q^{2}+2a^{2}} haben beide Radien den gleichen Wert. Bei {\displaystyle a^{2}+Q^{2}\geq M^{2}} würde sich der Horizont auflösen und die Metrik dann kein schwarzes Loch mehr beschreiben. Körper mit einem höheren Spin können daher auch nicht zu einem Schwarzen Loch kollabieren ohne vorher Drehimpuls abzugeben und/oder einen Teil ihrer Ladung durch Akkretion entgegengesetzt geladener Materie zu neutralisieren.
Für die innere und äußere Ergosphäre ergibt sich
{\displaystyle r_{E}^{\pm }=M\pm {\sqrt {M^{2}-a^{2}\cos ^{2}\theta -Q^{2}}}}.

## Bewegungsgleichungen

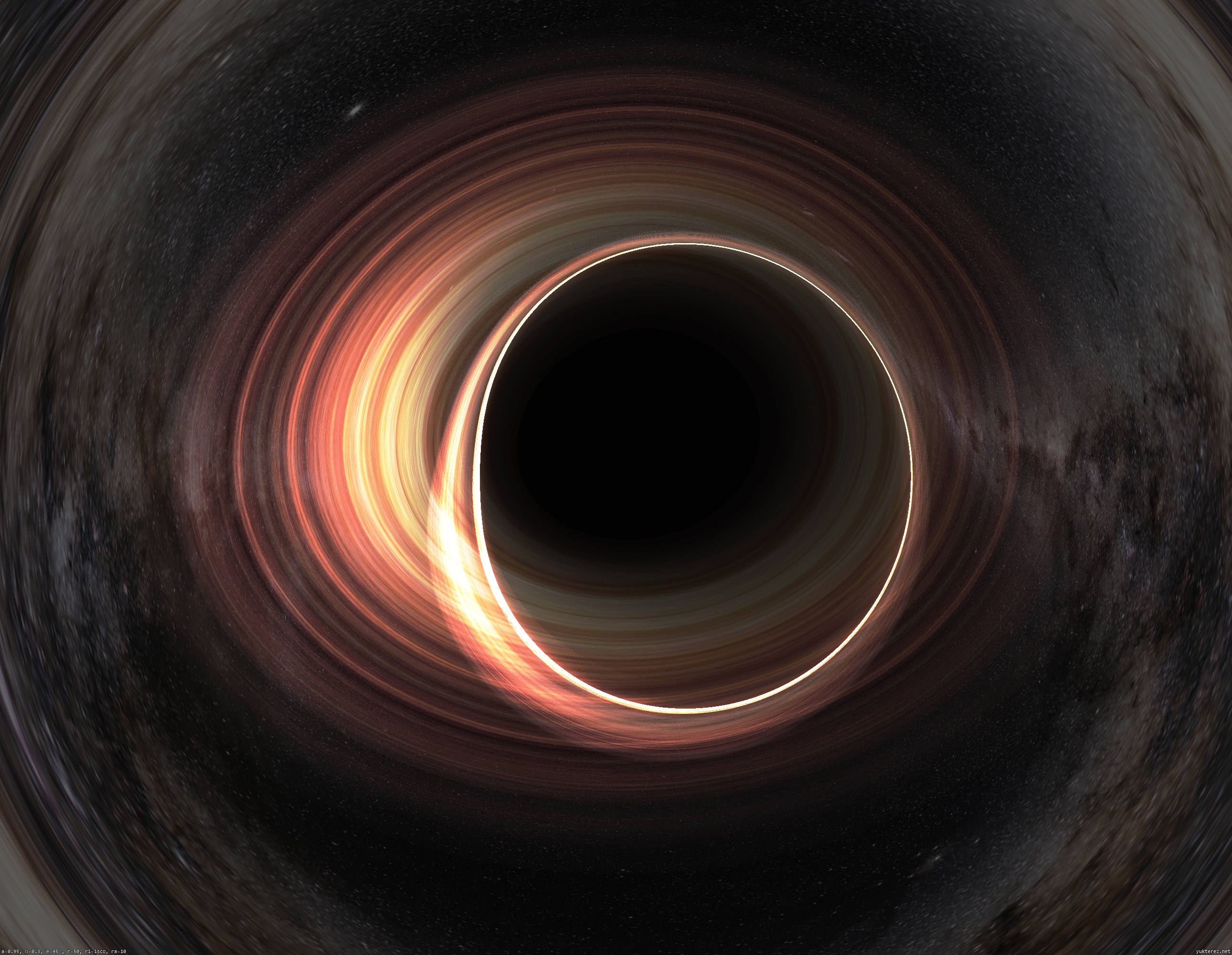
Simulierte Ansicht eines rotierenden und geladenen Schwarzen Loches mit den Parametern a/M = 0.95, Q/M = 0.3. Die linke Seite des Schwarzen Loches rotiert auf den gedachten Beobachter zu. Die Drehachse hat relativ zum Beobachter eine Neigung von 45°.

Testpartikel im starken gravitativen Feld einer schnell rotierenden und stark geladenen zentralen Masse (a/M=0,9, Q/M=0,4)

Im Folgenden werden die Bewegungsgleichungen eines geladenen und frei fallenden Testpartikels angegeben. Die Bewegungsgleichungen für Photonen sind dabei als Spezialfall mit {\displaystyle q=0} auch enthalten. Mit dem elektromagnetischen Potential
{\displaystyle A_{\mu }=\left(r\ Q\Sigma ^{-1},\ 0,\ 0,-a\ r\ Q\Sigma ^{-1}\sin ^{2}\theta \right)},
dem daraus resultierenden Maxwell-Tensor
{\displaystyle F_{\mu \nu }={\frac {\partial A_{\nu }}{\partial x^{\mu }}}-{\frac {\partial A_{\mu }}{\partial x^{\nu }}}\ \to \ F^{\mu \nu }=g^{\mu \sigma }\ g^{\nu \kappa }\ F_{\sigma \kappa }}
und der allgemeinen Geodätengleichung
{\displaystyle {{{\ddot {x}}^{i}=-\Gamma _{jk}^{i}\ {{\dot {x}}^{j}}\ {{\dot {x}}^{k}}+q\ {F^{ik}}\ {{\dot {x}}^{j}}}\ {g_{jk}}}}
ergibt sich:
{\displaystyle {\dot {t}}\Delta \Sigma =\csc ^{2}\theta \ ({L_{z}}(a\ \Delta \sin ^{2}\theta -a\ (a^{2}+r^{2})\sin ^{2}\theta )-q\ Q\ r\ (a^{2}+r^{2})\sin ^{2}\theta +E((a^{2}+r^{2})^{2}\sin ^{2}\theta -a^{2}\Delta \sin ^{4}\theta ))}
{\displaystyle {\dot {r}}\Sigma =\pm \left(((r^{2}+a^{2})\ E-a\ L_{z}-q\ Q\ r)^{2}-\Delta \ (C+r^{2})\right)^{1/2}}
{\displaystyle {\dot {\theta }}\Sigma =\pm \left(C-(a\cos \theta )^{2}-(a\ \sin ^{2}\theta \ E-L_{z})/\sin \theta \right)^{1/2}}
{\displaystyle {\dot {\phi }}\Sigma \ \Delta \ \sin ^{2}\theta =E\ (a\ \sin ^{2}\theta \ (r^{2}+a^{2})-a\ \sin ^{2}\theta \ \Delta )+L_{z}\ (\Delta -a^{2}\ \sin ^{2}\theta )-q\ Q\ r\ a\ \sin ^{2}\theta }
mit {\displaystyle E} für die spezifische Gesamtenergie (potentiell, kinetisch und Ruheenergie), {\displaystyle L_{z}} für den spezifischen axialen Drehimpuls und {\displaystyle q} für die elektrische Ladung pro Masse des Testteilchens. Diese Gleichungen können dazu verwendet werden, um die Bahnen numerisch zu berechnen und zu visualisieren. {\displaystyle C} ist die Carter-Konstante
{\displaystyle C=p_{\theta }^{2}+\cos ^{2}\theta \left(a^{2}(1-E^{2})+{\frac {L_{z}^{2}}{\sin ^{2}\theta }}\right)=a^{2}\ (1-E^{2})\ \sin ^{2}\delta +L_{z}^{2}\ \tan ^{2}\delta }
mit den kanonischen spezifischen Impulskomponenten
{\displaystyle p_{\mu }=g_{\mu \nu }{\dot {x}}^{\nu }+q\ A_{\mu }}.
{\displaystyle p_{t}=-E}, {\displaystyle p_{\theta }={\dot {\theta }}\ \Sigma } ist die poloidale Komponente des Bahndrehimpulses. {\displaystyle \delta } ist der orbitale Inklinationswinkel.
{\displaystyle L_{z}=p_{\phi }=\left({\dot {\phi }}\ \chi -{\dot {t}}a(2r-Q^{2})\right)\Sigma ^{-1}\sin ^{2}\theta }
ist der axiale Drehimpuls.
{\displaystyle E=|g_{tt}|\ {\dot {t}}+|g_{t\phi }|\ {\dot {\phi }}={\sqrt {\frac {\Delta \ \Sigma }{(1-v^{2})\ \chi }}}+\Omega \ L_{z}}
ist die Gesamtenergie des Testpartikels und eine Konstante der Bewegung.
{\displaystyle \Omega =\left|{\frac {g_{t\phi }}{g_{\phi \phi }}}\right|={\frac {a\left(2r-Q^{2}\right)}{\chi }}}
ist die durch Frame-Dragging induzierte Winkelgeschwindigkeit eines lokal drehimpulsfreien Beobachters.
Die Eigenzeitableitungen der Koordinaten {\displaystyle {\dot {r}},\ {\dot {\theta }},\ {\dot {\phi }}} stehen mit der lokalen 3er-Geschwindigkeit {\displaystyle v}, die relativ zu einem lokal drehimpulsfreien Beobachter vor Ort gemessen wird, in dem Verhältnis
{\displaystyle {\dot {x}}^{i}=v^{i}/{\sqrt {(1-v^{2})\ |g_{ii}|}}-{\dot {t}}\ g_{ti}/g_{ii}}.
Damit ergibt sich für die einzelnen Komponenten
{\displaystyle v^{r}={\dot {r}}\ {\sqrt {\frac {\Sigma \ (1-v^{2})}{\Delta }}}}
für die radiale,
{\displaystyle v^{\theta }={\dot {\theta }}\ {\sqrt {\Sigma \ (1-v^{2})}}}
für die poloidale,
{\displaystyle v^{\phi }={\frac {L_{z}{\sqrt {1-v^{2}}}}{\bar {R}}}}
für die axiale und
{\displaystyle v={\sqrt {\frac {\chi \ (E-L_{z}\ \Omega )^{2}-\Delta \ \Sigma }{\chi \ (E-L_{z}\ \Omega )^{2}}}}={\frac {\sqrt {{\dot {t}}^{2}-\varsigma ^{2}}}{\dot {t}}}}
für den Betrag der lokalen Geschwindigkeit.
{\displaystyle {\bar {R}}={\sqrt {g_{\phi \phi }}}={\sqrt {\frac {\chi }{\Sigma }}}\ \sin \theta }
ist der axiale Gyrationsradius, d. h. der lokale Umfang eines Kreises geteilt durch {\displaystyle 2\pi } und
{\displaystyle \varsigma ={\frac {{\rm {d}}t}{{\rm {d}}\tau }}={\sqrt {|g^{tt}|}}={\sqrt {\frac {\chi }{\Delta \ \Sigma }}}}
ist die gravitative Zeitdilatation. Die radiale Fluchtgeschwindigkeit eines elektrisch neutralen Teilchens lautet damit
{\displaystyle v_{\rm {esc}}={\frac {\sqrt {\varsigma ^{2}-1}}{\varsigma }}}.